# Gerald Wallace
Gerald Jermaine Wallace (Sylacauga, 23 luglio 1982) è un ex cestista statunitense, professionista nella NBA.
È conosciuto per il suo stile di gioco spericolato e atletico, che lo ha portato da un lato a subire vari infortuni e dall'altro a compiere stoppate e schiacciate spettacolari.
Molto amato dal pubblico, è anche impegnato nel sociale con la sua Gerald Wallace Foundation, che aiuta le famiglie e i bambini meno abbienti della città di Childersburg, nello stato dell'Alabama, dove è cresciuto.
I suoi soprannomi sono Crash e G-Force.

## Carriera

### College e draft
Dopo un solo anno di college, presso la Università dell'Alabama, Wallace ha partecipato al Draft NBA 2001, durante il quale è stato selezionato alla 25ª chiamata dai Sacramento Kings.

### Sacramento Kings
Le sue prime tre stagioni nella NBA, tutte trascorse con la squadra californiana, si rivelarono particolarmente infelici, e il suo unico motivo di notorietà fu la partecipazione allo Slam Dunk Contest nel 2002, dove si classificò secondo, alle spalle di Jason Richardson.

### Charlotte Bobcats
Nell'estate 2004, scaduto il suo primo contratto, venne firmato dagli Charlotte Bobcats, i quali avevano intravisto in Gerald uno dei giovani giocatori su cui iniziare il progetto di crescita della nuova squadra; la dirigenza investì moltissimo su Wallace sin dall'inizio, ed il giocatore si vide in breve tempo triplicare il numero di minuti in campo, rispetto ai pochi che gli erano concessi a Sacramento.

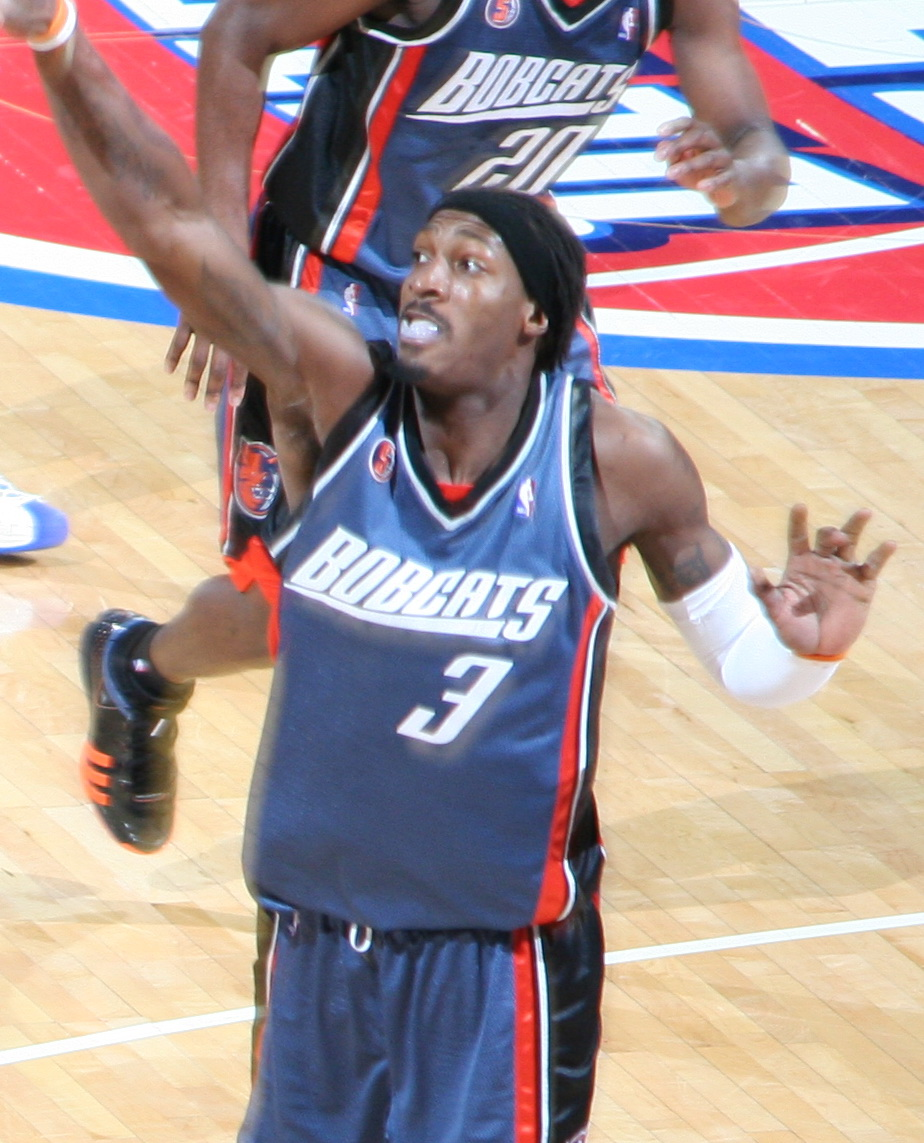
Wallace ai Charlotte Bobcats

La stagione successiva, 2005-06, è stata quella della definitiva consacrazione e probabilmente, ad oggi, la migliore della sua carriera: nei 34 minuti a partita giocati, per un totale di 55 partite, ha prodotto medie di 15,2 punti, il 53% nei tiri, 7,5 rimbalzi, 2,1 stoppate e 2,5 palle rubate per partita, risultando a fine anno il migliore della NBA in quest'ultima statistica. Da quell'anno le sue cifre si sono grossomodo attestate su quei valori, crescendo un po' nei punti segnati ma calando leggermente alle altre voci, e Charlotte ha finalmente iniziato a migliorare i suoi record stagionali.
Nel 2007-08 la dirigenza è riuscita a portare in squadra la forte guardia Jason Richardson, il cui innesto avrebbe dovuto migliorare la formazione ad un livello da play-off, ma la difficile alchimia in campo insieme ad alcuni gravi infortuni ha complicato tutto, e lo stesso Wallace in febbraio si è nuovamente infortunato. Nella stagione 2008-09 invece Wallace è protagonista di un esponenziale crescita e maturazione e questo anche grazie all'arrivo di Larry Brown, sulla panchina di Charlotte. Addirittura il coach elogia pubblicamente l'ala piccola, dicendo che è un ottimo ascoltatore.
Partecipa alla Slam Dunk Contest dove, però, delude, classificandosi quarto, con soli 78 punti, a pari merito con Shannon Brown.
Durante l'ottima stagione 2009-10 viene convocato per la prima volta in carriera all'All Star Game.

### Portland Trail Blazers
Nell'ultimo giorno di mercato di febbraio 2011, passa ai Portland Trail Blazers in cambio di Dante Cunningham, Joel Przybilla, Sean Marks, due prime scelte ai Draft 2011 (dagli Hornets) e 2013 first-round pick e contante.

### New Jersey/Brooklyn Nets

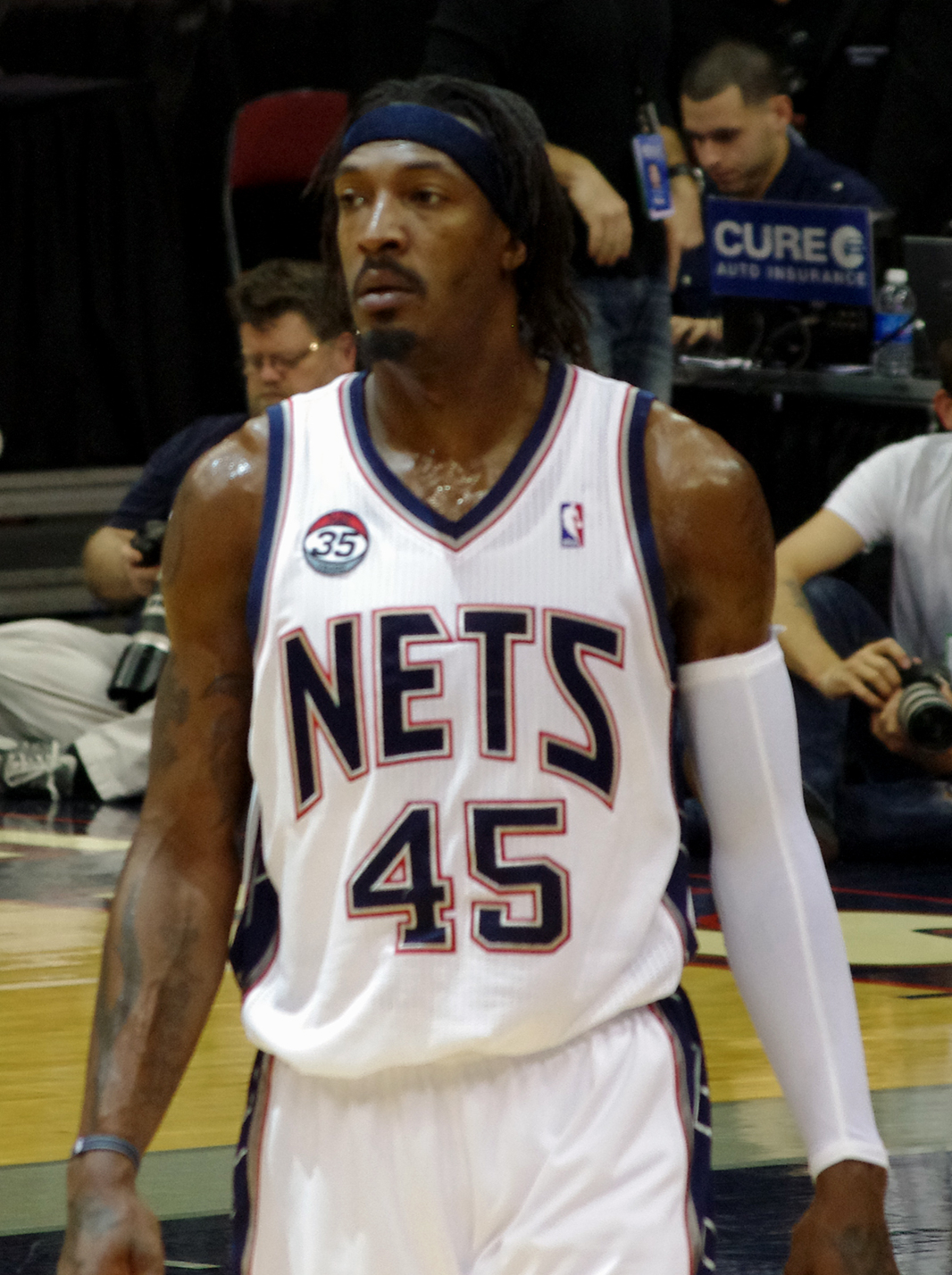
Wallace ai Nets

Il 14 marzo 2012 passa ai New Jersey Nets in cambio di Mehmet Okur, Shawne Williams e la prima scelta al draft.
A fine giugno 2012, dopo non aver esercitato la player-option presente sul suo contratto, sottoscrive un nuovo quadriennale da 40 milioni di dollari. Esordisce con i nuovi Brooklyn Nets, il 3 novembre contro i Toronto Raptors, mettendo a segno 10 punti, 6 rimbalzi e 4 assist.

### Boston Celtics
Il 28 giugno 2013, giorno del draft 2013, i Nets si accordano con i Boston Celtics per la cessione di Wallace, Kris Humphries, MarShon Brooks, Kris Joseph, Keith Bogans e alcune scelte a draft futuri in cambio di Kevin Garnett e Paul Pierce e Jason Terry. La trattativa verrà ufficializzata il successivo 10 luglio.

## Statistiche
| * | Primo nella lega |

### NCAA
| Anno      | Squadra            | PG | PT | MP   | TC%  | 3P%  | TL%  | RP  | AP  | PRP | SP  | PP  |
| --------- | ------------------ | -- | -- | ---- | ---- | ---- | ---- | --- | --- | --- | --- | --- |
| 2000-2001 | Alabama Crim. Tide | 36 | -  | 22,9 | 43,8 | 17,5 | 56,8 | 6,0 | 1,5 | 1,2 | 1,0 | 9,8 |
| Carriera  | Carriera           | 36 | -  | 22,9 | 43,8 | 17,5 | 56,8 | 6,0 | 1,5 | 1,2 | 1,0 | 9,8 |

### NBA

#### Stagione regolare
| Anno      | Squadra             | PG  | PT  | MP   | TC%  | 3P%  | TL%  | RP   | AP  | PRP  | SP  | PP   |
| --------- | ------------------- | --- | --- | ---- | ---- | ---- | ---- | ---- | --- | ---- | --- | ---- |
| 2001-2002 | Sacramento Kings    | 54  | 1   | 8,0  | 42,9 | 0,0  | 50,0 | 1,6  | 0,5 | 0,4  | 0,1 | 3,2  |
| 2002-2003 | Sacramento Kings    | 47  | 7   | 12,1 | 49,2 | 25,0 | 52,7 | 2,7  | 0,5 | 0,5  | 0,3 | 4,7  |
| 2003-2004 | Sacramento Kings    | 37  | 1   | 9,1  | 36,0 | 0,0  | 45,8 | 2,0  | 0,5 | 0,4  | 0,4 | 2,0  |
| 2004-2005 | Charlotte Bobcats   | 70  | 68  | 30,7 | 44,9 | 27,4 | 66,1 | 5,5  | 2,0 | 1,7  | 1,3 | 11,1 |
| 2005-2006 | Charlotte Bobcats   | 55  | 52  | 34,5 | 53,8 | 28,0 | 61,4 | 7,5  | 1,7 | 2,5* | 2,1 | 15,2 |
| 2006-2007 | Charlotte Bobcats   | 72  | 71  | 36,7 | 50,2 | 32,5 | 69,1 | 7,2  | 2,6 | 2,0  | 1,0 | 18,1 |
| 2007-2008 | Charlotte Bobcats   | 62  | 59  | 38,3 | 44,9 | 32,1 | 73,1 | 6,0  | 3,5 | 2,1  | 0,9 | 19,4 |
| 2008-2009 | Charlotte Bobcats   | 71  | 71  | 37,6 | 48,0 | 29,8 | 80,4 | 7,8  | 2,7 | 1,7  | 0,9 | 16,6 |
| 2009-2010 | Charlotte Bobcats   | 76  | 76  | 41,0 | 48,4 | 37,1 | 77,6 | 10,0 | 2,1 | 1,5  | 1,1 | 18,2 |
| 2010-2011 | Charlotte Bobcats   | 48  | 48  | 39,0 | 43,3 | 33,0 | 73,9 | 8,2  | 2,4 | 1,2  | 1,0 | 15,6 |
| 2010-2011 | Portland T. Blazers | 23  | 15  | 35,7 | 49,8 | 33,8 | 76,7 | 7,6  | 2,5 | 2,0  | 0,7 | 15,8 |
| 2011-2012 | Portland T. Blazers | 42  | 42  | 35,8 | 47,2 | 26,5 | 77,6 | 6,6  | 2,7 | 1,5  | 0,6 | 13,3 |
| 2011-2012 | N.J. Nets           | 16  | 16  | 35,8 | 41,6 | 38,5 | 85,9 | 6,8  | 3,1 | 1,4  | 0,7 | 15,2 |
| 2012-2013 | Brooklyn Nets       | 69  | 68  | 30,1 | 39,7 | 28,2 | 63,7 | 4,6  | 2,6 | 1,4  | 0,7 | 7,7  |
| 2013-2014 | Boston Celtics      | 58  | 16  | 24,4 | 50,4 | 29,7 | 46,5 | 3,7  | 2,5 | 1,3  | 0,2 | 5,1  |
| 2014-2015 | Boston Celtics      | 32  | 0   | 8,9  | 41,2 | 33,3 | 40,0 | 1,8  | 0,3 | 0,5  | 0,1 | 1,1  |
| Carriera  | Carriera            | 832 | 611 | 29,7 | 46,9 | 31,2 | 70,9 | 5,8  | 2,1 | 1,4  | 0,8 | 11,9 |
| All-Star  | All-Star            | 1   | 0   | 15,3 | 33,3 | -    | -    | 3,0  | 1,0 | 0,0  | 0,0 | 2,0  |

#### Play-off
| Anno     | Squadra             | PG | PT | MP   | TC%  | 3P%  | TL%   | RP  | AP  | PRP | SP  | PP   |
| -------- | ------------------- | -- | -- | ---- | ---- | ---- | ----- | --- | --- | --- | --- | ---- |
| 2002     | Sacramento Kings    | 5  | 0  | 2,8  | 0,0  | -    | 100,0 | 0,2 | 0,2 | 0,0 | 0,2 | 0,8  |
| 2003     | Sacramento Kings    | 7  | 0  | 2,6  | 40,0 | -    | 100,0 | 0,7 | 0,0 | 0,0 | 0,1 | 0,9  |
| 2004     | Sacramento Kings    | 3  | 0  | 6,7  | 50,0 | -    | 50,0  | 0,7 | 0,3 | 0,3 | 0,3 | 2,3  |
| 2010     | Charlotte Bobcats   | 4  | 4  | 41,0 | 47,7 | 45,5 | 65,7  | 9,0 | 2,3 | 1,3 | 1,5 | 17,5 |
| 2011     | Portland T. Blazers | 6  | 6  | 37,7 | 44,8 | 17,6 | 87,5  | 9,2 | 2,8 | 1,3 | 0,5 | 15,2 |
| 2013     | Brooklyn Nets       | 7  | 7  | 34,7 | 46,3 | 37,9 | 55,0  | 4,0 | 2,4 | 1,1 | 0,7 | 12,0 |
| 2015     | Boston Celtics      | 1  | 0  | 4,0  | 0,0  | -    | -     | 1,0 | 0,0 | 0,0 | 0,0 | 0,0  |
| Carriera | Carriera            | 33 | 17 | 20,9 | 45,5 | 33,3 | 72,6  | 3,9 | 1,4 | 0,7 | 0,5 | 7,9  |

#### Massimi in carriera
- Massimo di punti: 42 vs New York Knicks (31 gennaio 2007)[4]
- Massimo di rimbalzi: 20 (2 volte)
- Massimo di assist: 10 vs Philadelphia 76ers (26 gennaio 2008)
- Massimo di palle rubate: 8 vs Milwaukee Bucks (13 gennaio 2006)
- Massimo di stoppate: 6 (2 volte)
- Massimo di minuti giocati: 55 vs Cleveland Cavaliers (11 novembre 2008)

## Palmarès
- McDonald's All-American Game (2000)
- Migliore nelle palle rubate NBA (2006)
- NBA All-Defensive First Team (2010)
- All-Star 2010